# Josep Capó i Juan
Josep Capó i Juan (Santa Maria del Camí, Mallorca, 1923 - 1996) fou un historiador i erudit. Josep Capó fou un prevere mallorquí que participà activament en la represa del moviment escolta de Mallorca, en la fundació de l'Obra Cultural Balear i que es dedicà a la història de temes religiosos, artístics i, d'una manera especial, relacionats amb la seva vila natal.

## Infància i formació
Després de cursar els estudis primaris i secundaris, per lliure, a Santa Maria del Camí, ingressà al seminari i fou ordenat prevere el 1950. De 1951 a 1974 exercí l'ensenyament a la ciutat de Mallorca. L'any 1956 introduí al Col·legi Sant Felip Neri un grup escolta encapçalat per Eladi Homs.

## Activista cultural
L'any 1962 fou un dels fundadors de l'Obra Cultural Balear, impulsada per Francesc de Borja Moll, essent vocal del primer consell de gestió, càrrec que ocupà fins a l'any 1970. Amic de Llorenç Villalonga, Llorenç Moyà, Josep Maria Llompart, Llorenç Vidal, Miquel Gayà i Guillem Colom, entre molts d'altres escriptors, fou un defensor fidel de la llengua i la cultura catalana de Mallorca.

## L'obra històrica
Instal·lat a Santa Maria del Camí publicà en dos volums la Història de la vila de Santa Maria del Camí (1980 i 1985), Llegendes i rondalles santamarieres (juntament amb Mateu Morro) (1988), una biografia del Rector Caldentey El Rector Caldentey (1990) i El Convent de la Soledat de Santa Maria del Camí (1993).
En el seu treball d'erudit i historiador cal destacar les seves aportacions sobre el Pare Francesc Molina, sobre història de l'art i temes diversos d'història i cultura popular.